# Subdivisions de la république des Komis

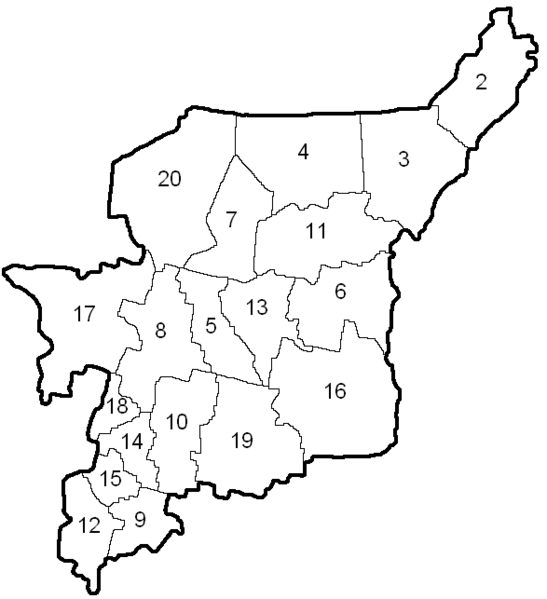
Raïons de la république des Komis: 1.Syktyvkar, 2.Vorkouta, 3.Inta, 4.Oussinsk, 5.Petchora, 6.Sosnogorsk, 7.Oukhta, 8.Vouktyl, 9.Raïon d'Ijma, 10.Raïon de Kniajpogost, 11.Raïon de Koïgorodok, 12.Raïon de Kortkéros, 13.Raïon de Prilouz, 14.Raïon de Syktyvdin, 15.Raïon de Sysola, 16.Raïon de Troïtsko-Petchorsk, 17.Raïon d'Oudora, 18.Raïon d'Oust-Vym, 19.Raïon d'Oust-Koulom, 20.Raïon d'Oust-Tsilma.

La république des Komis est divisée en 12 raïons ruraux et 8 okrougs urbains.